# 大罗斯托夫

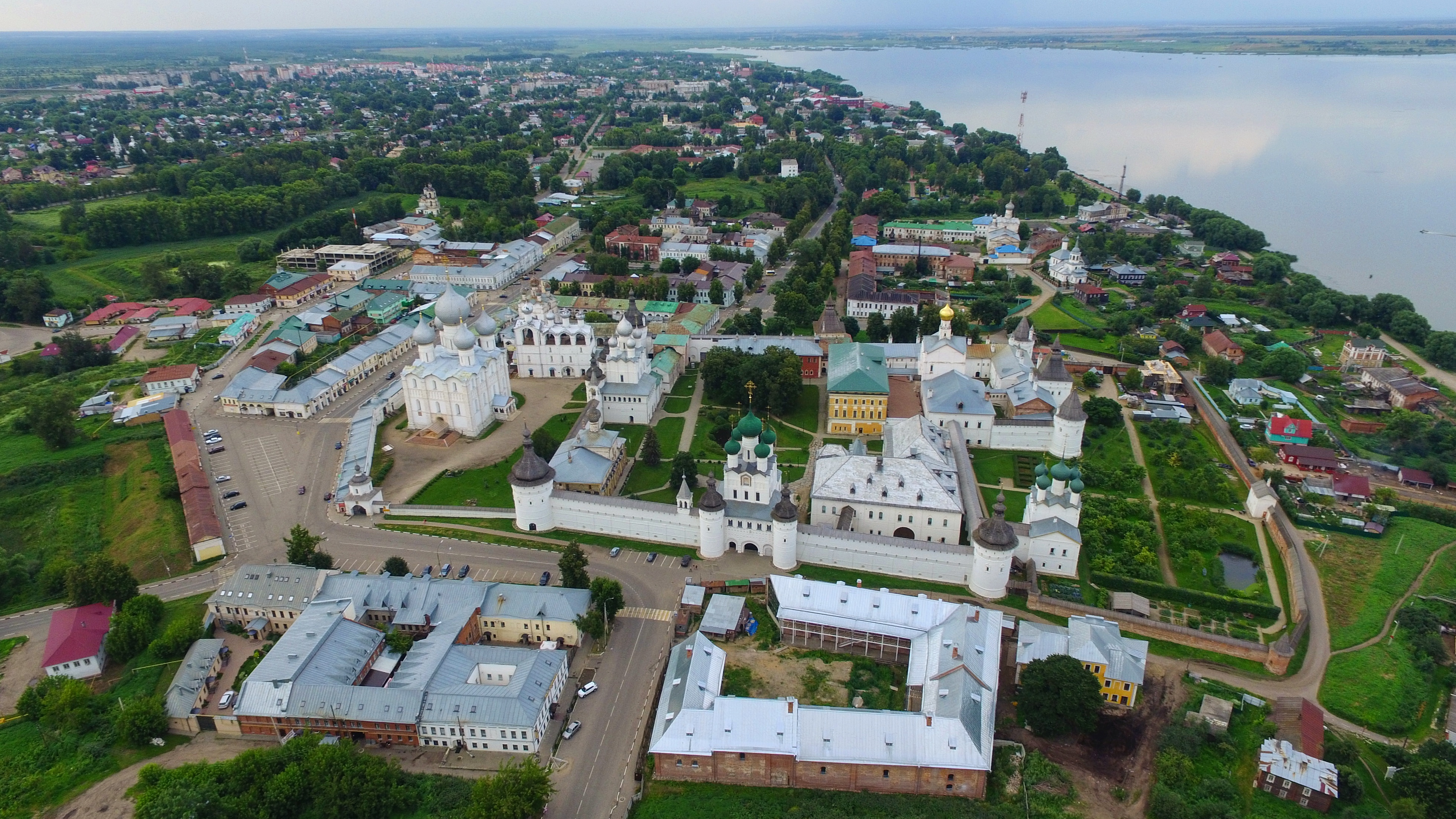
罗斯托夫克里姆林

大罗斯托夫（羅馬化：Rostov Velikiy），2024年12月前称罗斯托夫（羅馬化：Rostov），位于俄罗斯西部雅罗斯拉夫尔州，為該州行政中心。坐落在涅羅湖，距離雅罗斯拉夫尔53公里，距離莫斯科202公里。M8聯邦公路經過該市。人口3.4万，面積32平方公里，海拔高度100公尺。
該城於862年始有文獻記載，是该国最古老的城市之一，並列入金環旅遊路線上的城市。該市於1761年建立。人們常以“大罗斯托夫”稱乎該城，目的是不要讓城市與顿河畔罗斯托夫混淆。“大罗斯托夫”的稱呼出現在1880年至1891年之間的刊物上。
2024年12月，该城市正式由罗斯托夫更名为大罗斯托夫。